# Dibektaş, Mardin
Dibektaş là một xã thuộc huyện Mardin, tỉnh Mardin, Thổ Nhĩ Kỳ. Dân số thời điểm năm 2010 là 69 người.